# Mathilde Lehmann

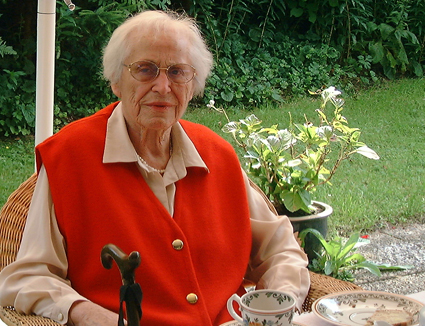
Mathilde Lehmann im Jahr 2002

Mathilde Lehmann (* 5. Mai 1917 in Krefeld; † 12. Juli 2007 in Bremerhaven) war eine deutsche Kommunalpolitikerin (SPD) und in Bremerhaven Sprecherin der Stadtverordnetenversammlung.

## Biografie
Lehmann verbrachte ihre Jugend in Chemnitz, wo die Tochter des Architekten und Sozialdemokraten Franz Clevers als Mitglied in verschiedenen sozialdemokratischen Organisationen wie Rote Falken, Sozialistische Arbeiterjugend und Eiserne Front den Aufstieg der Nationalsozialisten bekämpfte. 
Sie besuchte die höhere Schule. Als der Vater 1933 durch die Nationalsozialisten in Ungnade gefallen und arbeitslos war, konnte er das Schulgeld nicht aufbringen. Ihr Berufsziel Lehrerin konnte sie aufgrund ihrer politischen Einstellung nicht verwirklichen. Sie absolvierte deshalb eine kaufmännische Lehre und war in einer Fabrik tätig. Sie heiratete 1939 Richard Lehmann, zog nach Wesermünde um und war als Angestellte dort tätig. 1939 wurde ihr Sohn geboren.
1945 wurde Lehmann Mitglied der SPD. Hier wurde der spätere Bürgermeister Gerhard van Heukelum auf sie aufmerksam. 1946 kandidierte sie zu den Wahlen der Bremerhavener Stadtverordnetenversammlung. Die SPD errang alle 30 Direktmandate und Lehmann wurde als jüngstes Mitglied gewählt und war 37 Jahre lang in politischen Funktionen aktiv. Sie war in den Ausschüssen für die Finanzen, für Beamte, Arbeiter und Angestellte, für das Jugendwesen sowie für das Schulwesen tätig; hier 15 Jahre lang als Sprecherin. Sie war u. a. an grundlegenden Beschlüssen beteiligt wie der Umbenennung der Stadt von Wesermünde in Bremerhaven, dem Anschluss der Stadt an Bremen, der Erstellung derer Stadtverfassung und zur Schulreform. Wichtige Politikfelder waren ihr der soziale Wohnungsbau und die Schulpolitik. In Bremerhaven wurden in ihrer Zeit Anfang der 1950er Jahre die additiven Gesamtschulen eingeführt.
Als Schriftführerin gehörte sie dem Vorstand der SPD Bremerhaven an. Sie war Mitglied der Stadtverordnetenversammlung bis 1971; 1967 wurde sie Beisitzerin im Vorstand dieses Gremiums. 1971 wurde sie Mitglied im Magistrat von Bremerhaven und übernahm als ehrenamtliche Stadträtin das Gesundheits-, zeitweise auch das Sozialdezernat. 1977 kehrte sie in die Stadtverordnetenversammlung zurück und war von 1977 bis 1983 die erste weibliche Stadtverordnetenvorsteherin.

## Ehrungen
- 2006 wurde sie Ehrenbürger von Bremerhaven
- Die Mathilde-Lehmann-Straße in Bremerhaven-Geestemünde wurde 2009 nach ihr benannt.[3]